# حرب ماتابيلي الثانية
حرب ماتابيلي الثانية، المعروفة أيضًا باسم تمرد ماتابيليلاند أو جزء مما يُعرف الآن في زيمبابوي باسم تشيمورنغا (تمرد بلغة سكان البلاد) الأولى، نشبت بين عامي 1896 و1897 في المنطقة التي عُرفت فيما بعد باسم روديسيا الجنوبية، والتي تُعرف حاليًا باسم زيمبابوي. حرضت شركة جنوب إفريقيا البريطانية ضد شعب ماتابيلي، ما أدى إلى صراع مع شعب شونا في بقية روديسيا الجنوبية.
في مارس 1896، ثار الماتابيلي ضد سلطة شركة جنوب إفريقيا البريطانية. يعود الفضل إلى ميلمو الزعيم الروحي للماتابيلي، في إثارة الكثير من الغضب الذي أدى إلى هذه المواجهة. أقنع ميلمو الماتابيلي والشونا بأن المستوطنين (ما يقرب من 4000 فرد بحلول ذلك الوقت) كانوا مسؤولين عن الجفاف وأوبئة الجراد ومرض الطاعون البقري الذي اجتاحت البلاد في ذلك الوقت.
كانت دعوة ميلمو للقتال في توقيت جيد. قبل بضعة أشهر فقط، أرسل المدير العام لشركة جنوب إفريقيا البريطانية في ماتابيليلاند، ليندر ستار جيمسون، معظم قواته وأسلحته لمحاربة جمهورية ترانسفال في غارة جيمسون المشؤومة. ترك هذا الفعل البلاد بلا حماية تقريبًا. أرسل البريطانيون على الفور قوات لقمع الماتابيلي والشونا، لكن الصراع أسقط عديد الضحايا من كلا الجانبين. مرت شهور قبل أن تصبح القوات البريطانية قوية بما يكفي لكسر الحصار والدفاع عن المستوطنات الكبرى، واستمرت الحرب حتى أكتوبر من العام التالي.

## الحرب في ماتابيليلاند

### التمرد
خطط ميلمو للانتظار حتى ليلة 29 مارس، عند اكتمال القمر، لأخذ بولاوايو على حين غرة بعد حفل يسمى الرقصة الكبرى. لقد وعد، من خلال كهنته، أنه إذا ذهب الماتابيلي إلى الحرب، فإن رصاص المستوطنين سيتحول إلى ماء وقذائف مدفعهم ستصبح بيضًا. كانت خطته تقضي بقتل جميع المستوطنين في بولاوايو أولًا، ولكن ليس تدمير المدينة نفسها لأنها ستعمل مرة أخرى ككرال ملكي للملك الجديد لوبنغولا. أصدر ميلمو مرسومًا يقضي بضرورة مهاجمة المستوطنين وطردهم من البلاد عبر ممر مانجوي على الحافة الغربية لتلال ماتوبو، والذي كان من المقرر تركه مفتوحًا وبدون حراسة لهذا السبب. بمجرد طرد المستوطنين من بولاوايو، توجه مقاتلو الماتابيلي والشونا إلى الريف وواصلوا المذبحة حتى قتل جميع المستوطنين أو فرارهم.
ومع ذلك، كان العديد من شباب ماتابيلي حريصين جدًا على الذهاب إلى الحرب، وبدأ التمرد قبل الأوان. في 20 مارس، أطلق متمردو ماتابيلي النار على شرطي محلي وطعنوه. على مدى الأيام القليلة التالية، قُتل مستوطنون ومنقبون آخرون. سمع فريدريك سيلوس، صياد الحيوانات الكبيرة الشهير، شائعات عن مقتل مستوطنين في الريف، لكنه اعتقد أنها مشكلة محلية. عندما وصلت أخبار مقتل الشرطي إلى سيلوس في 23 مارس، كان يعلم أن الماتابيلي بدأوا انتفاضة ضخمة.
بدأ ما يقرب من ألفين من محاربي ماتابيلي التمرد بشكل جدي في 24 مارس. فر العديد من أفراد الشرطة المحلية الشباب من الخدمة، وإن لم يكن جميعهم، وانضموا إلى المتمردين. توجه الماتابيلي إلى الريف مسلحين بمجموعة متنوعة من الأسلحة، بما في ذلك؛ بنادق مارتيني هنري، وأسلحة وينشستر النارية، وبنادق لي ميتفورد، والرماح، والمقابض، وفؤوس المعركة. مع انتشار أنباء التمرد الهائل، انضم الشونا للقتال وتوجه المستوطنون نحو بولاوايو. في غضون أسبوع، قُتل 141 مستوطنًا في ماتابيليلاند، وقتل 103 آخرين في ماشونالاند، وأحرقت مئات المنازل والمزارع والمناجم. حدثت حالة مأساوية بشكل خاص في نهر إنسيزا حيث عُثر على السيدة فوري وأطفالها الستة مشوهين بشكل لا يمكن التعرف عليهم في مزرعتهم. قُتلت شابتان من عائلة روس تعيشان في مكان قريب بالمثل في منزلهما المبني حديثًا.

### حصار بولاوايو
مع وجود عدد قليل من القوات لدعمهم، بنى المستوطنون بسرعة معسكرًا دفاعيًا من عربات أكياس الرمل في وسط بولاوايو بأنفسهم. أضيفت الأسلاك الشائكة إلى دفاعات بولاوايو. رُتبت حزم العصي المبللة بالزيت في مواقع إستراتيجية في حالة الهجوم ليلًا. أخفِي الجيلاتين المتفجر في المباني الخارجية التي كانت خارج محيط الدفاع، لتنفجر في حالة احتلال العدو لها. كانت الزجاجات المحطمة منتشرة حول مقدمة العربات. باستثناء بنادق الصيد، كان هناك القليل من الأسلحة التي يمكن العثور عليها في بولاوايو. لحسن حظ المستوطنين، كان هناك عدد قليل من قطع المدفعية وتشكيلة صغيرة من المدافع الرشاشة.
وبدلًا من الانتظار بشكل سلبي، قام المستوطنون على الفور بدوريات تسمى قوة بولاوايو الميدانية، تحت إشراف شخصيات مثل سيلوس وفريدريك راسل بورنهام؛ انطلق هؤلاء لإنقاذ أي مستوطنين ناجين في الريف وشنوا هجومًا ضد ماتابيلي. جمع سيلوس فرقة مكونة من أربعين رجلًا للاستكشاف جنوبًا في تلال ماتوبو. انطلق موريس جيفورد مع 40 رجلًا شرقًا على طول نهر إنيزا. كلما عُثر على المستوطنين، كانوا يُحملون بسرعة في عرباتهم وتحت حراسة مشددة في طريقهم إلى بولاوايو. خلال الأسبوع الأول من القتال، قُتل 20 رجلًا من قوة بولاوايو الميدانية وجُرح 50 آخرون.
في حرب ماتابيلي الأولى، اختبر الماتابيلي فعالية رشاشات مكسيم للمستوطنين، لذلك لم يشنوا أبدًا هجومًا كبيرًا ضد بولاوايو على الرغم من وجود أكثر من 10 آلاف من محاربي ماتابيلي بالقرب من المدينة. ومع ذلك، أصبحت الظروف داخل بولاوايو لا تُطاق. خلال النهار، كان بإمكان المستوطنين الذهاب إلى المنازل والمباني داخل البلدة، لكن في الليل اضطروا إلى البحث عن ملجأ في معسكرات دفاعية أصغر بكثير. كان ما يقرب من ألف امرأة وطفل مزدحمين في المدينة، وشاعت الإنذارات الكاذبة حول الهجمات. على الرغم من أنهم واصلوا حصارهم، إلا أن الماتابيلي ارتكبوا خطأ فادحًا واحدًا؛ لقد أهملوا قطع خطوط التلغراف التي تربط بولاوايو بمافكينغ. أعطى هذا كلًا من قوات الإغاثة والقوة الميدانية في بولاوايو المحاصرة معلومات أكثر بكثير مما كانوا سيحصلون عليه لولا ذلك.
نُظمت العديد من فيالق الإغاثة لكسر الحصار، لكن الرحلة الطويلة عبر الريف المعادي استغرقت عدة أشهر. في أواخر شهر مايو، ظهر أول فيلقين للإغاثة بالقرب من بولاوايو في نفس اليوم تقريبًا ولكن من اتجاهين متعاكسين؛ وصل سيسيل رودس والعقيد بيل من سالزبوري وفورت فيكتوريا في ماشونالاند على بعد 300 ميل إلى الشمال؛ واللورد جراي والعقيد بلومر (من فوج يورك ولانكستر) من كيمبرلي ومافكينغ، على بعد 600 ميل إلى الجنوب. تعرضت قوات الإغاثة الجنوبية لكمين تقريبًا عند اقترابها من بولاوايو، لكن سيلوس اكتشف مكان وجود الماتابيلي ورشاشات مكسيم التابعة لقوات الإغاثة التي دفعت المهاجمين إلى الخلف. بعد وقت قصير من وصول قوات الإغاثة إلى بولاوايو، وصل الجنرال فريدريك كارينغتون لتولي القيادة العامة مع رئيس أركانه، الكولونيل بادن باول.
مع كسر الحصار، انسحب ما يقدر بنحو 50 ألف من الماتابيلي إلى معقلهم في تلال ماتوبو بالقرب من بولاوايو. أصبحت هذه المنطقة مسرحًا لأعنف قتال بين دوريات المستوطنين والماتابيلي. بحلول يونيو، أوفت الشونا بوعدها وانضمت إلى القتال إلى جانب الماتابيلي. لكن في ظل غياب قائد واضح مشابه لمليمو، بقي شعب الشونا في الغالب وراء تحصيناته وشن غارات قليلة.